# 清华大学美术学院

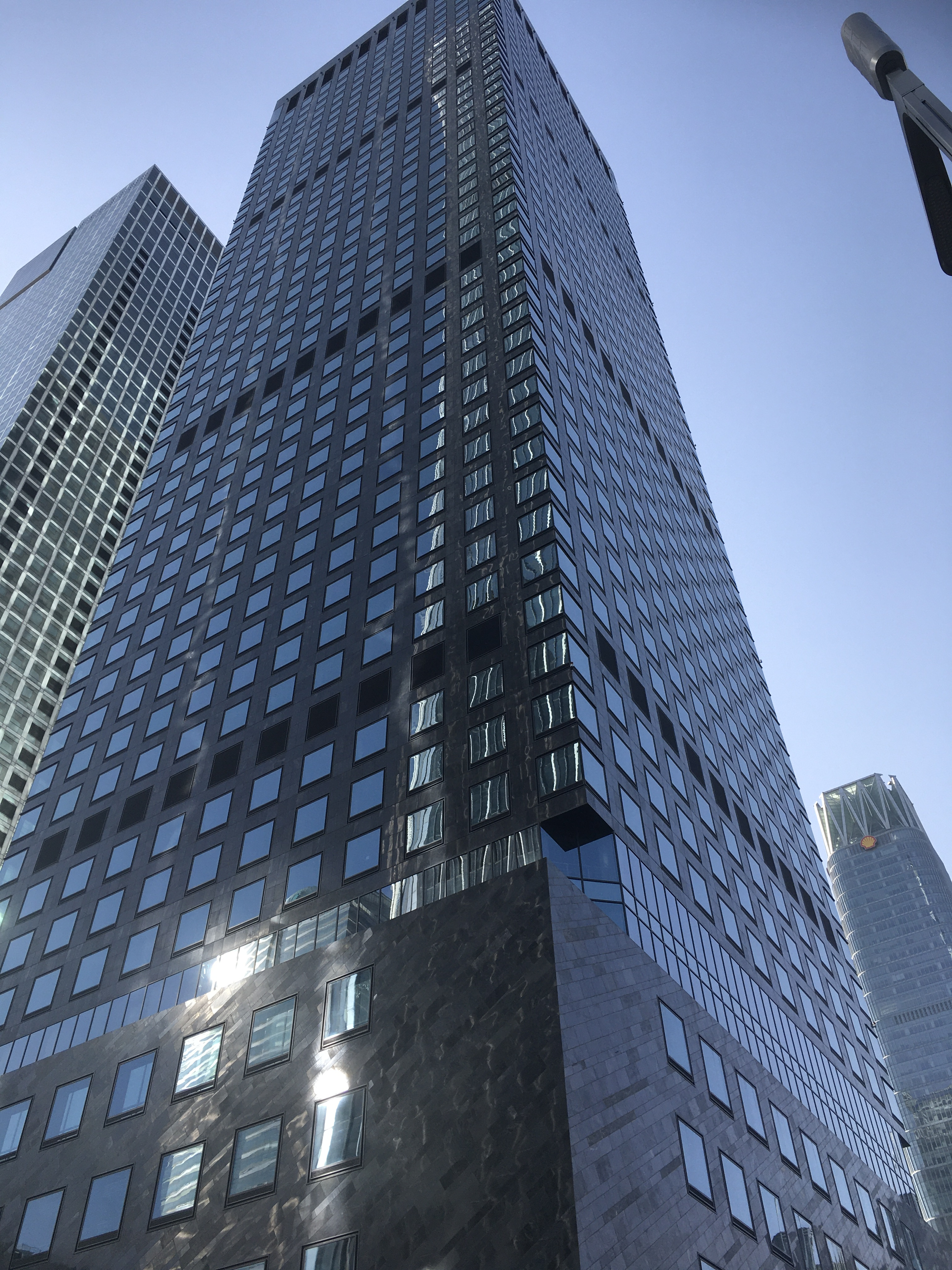
原中央工藝美術學院樓，現為清華大學繼續教育學院樓。

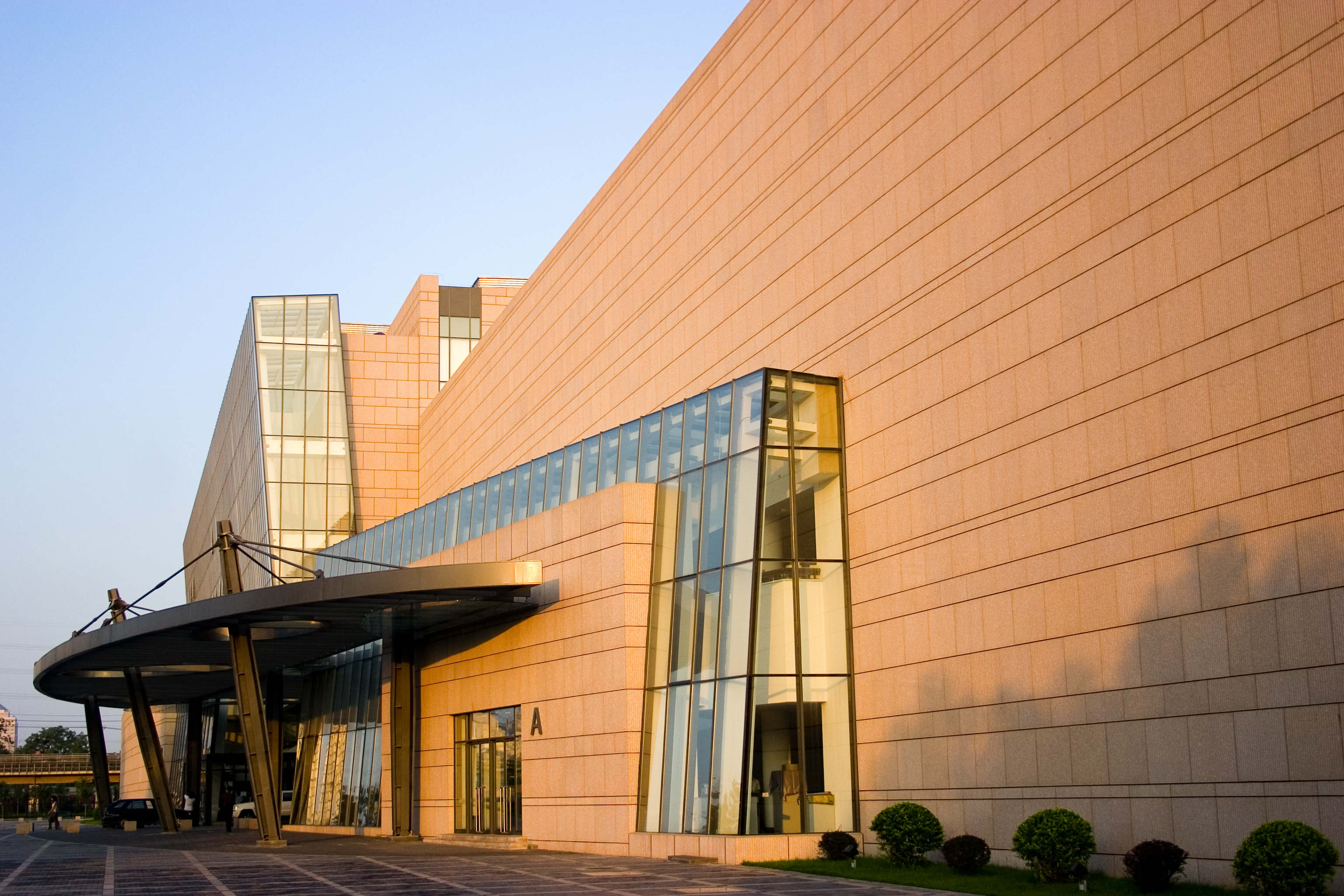
清华大学美术学院外景

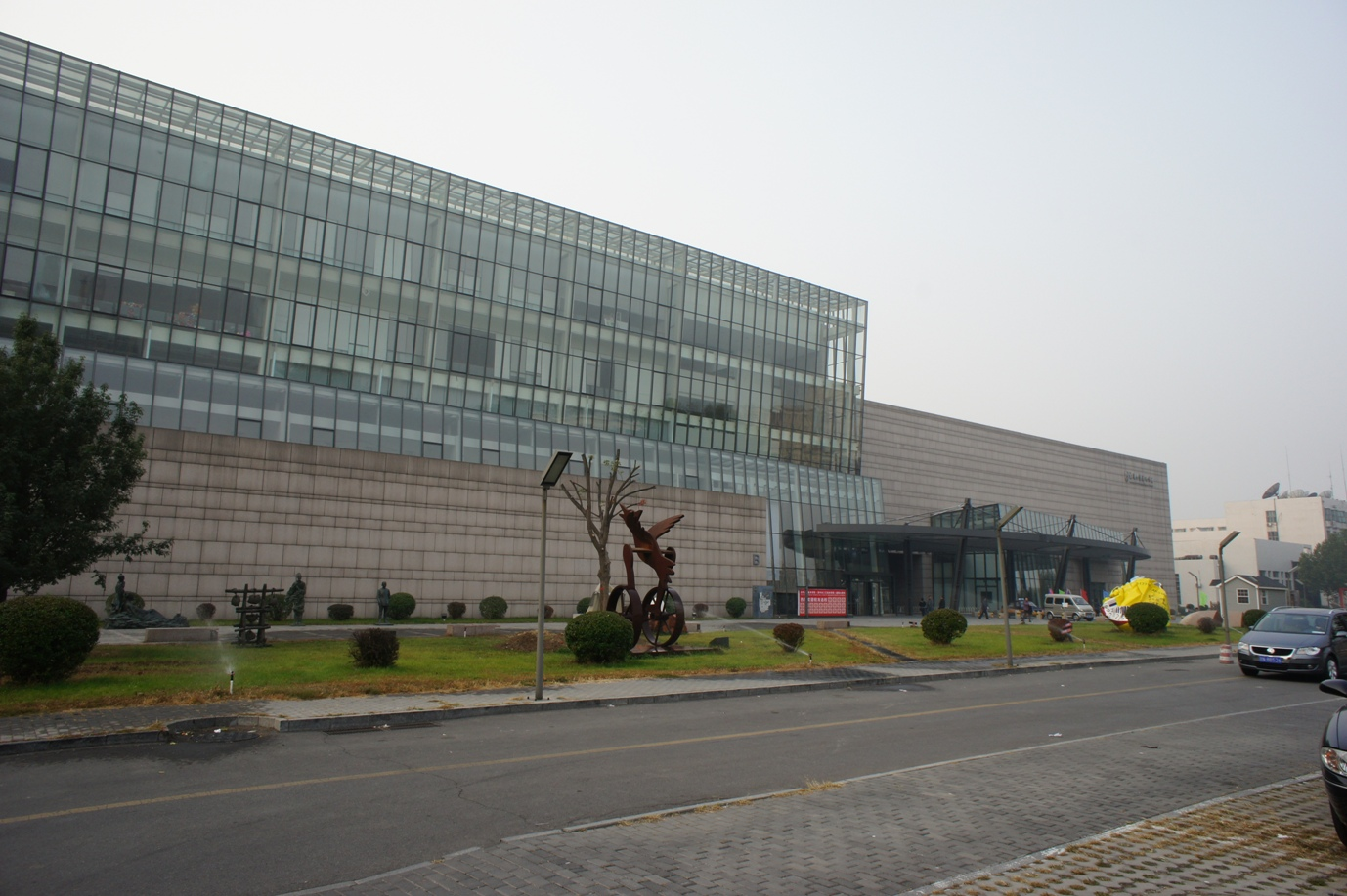
清华大学美术学院

清华大学美术学院，原名中央工艺美术学院，创建于1956年。经中华人民共和国教育部批准。1999年11月20日正式并入清华大学，更名为清华大学美术学院。2000年获美术学硕士学位授予权，2003年获美术学博士学位授予权。依据教育部学位与研究生教育发展中心排行，清华大学美术学院在全国所有的艺术院校中美术学专业排名第四，艺术学理论专业与中央美术学院并列排名第三。

## 历史

### 中央工艺美术学院时期
- 1956年5月21日，国务院批准成立中央工艺美术学院。抽调中央美术学院华东分院实用美术系、中央美术学院实用美术系、清华大学营建系等人员。
- 1956年11月1日，举行建院典礼。下设染织美术、陶瓷美术和装潢设计三个系和众多研究所、研究室。位于北京马神庙白堆子。
- 1957年，迁入朝阳区东三环中路34号，划归文化部。
- 1957年，增设室内装饰系。
- 1961年，文化学院印刷工艺系并入中央工艺美术学院。
- 1977年，招收“文革”后第一批高考生。
- 1980年，成立“中央工艺美术学院设计中心”（后改为“环境艺术研究设计中心”）。
- 1980年，创办服装设计专业。
- 1983年，增设工艺美术史系，为国内唯一博士点。
- 1984年，增设工业设计系和服装设计系。
- 1998年9月，划归北京市。

### 清华大学美术学院时期
- 1999年11月20日，中央工艺美术学院并入清华大学，更名为清华大学美术学院。
- 2000年，获美术学硕士学位授予权。
- 2003年，获美术学博士学位授予权。
- 2003年，设立艺术学博士后科研流动站。
- 2004年，在全国高等学校一级学科整体水平评估中，综合得分排名列艺术学第一位。
- 2005年9月28日，迁入位于清华校内的新教学楼，建筑面积达62000平方米。
- 2006年，获得艺术学一级学科博士学位授予权。[1][2]

## 机构

### 设计分部

#### 染织服装艺术设计系
英文：Department of Textile & Fashion Design, Tsinghua University。是建院初专业系之一，主要研究染织艺术设计和服装艺术设计领域。
- 建院初期，成立染织美术系。
- 1980年，开设服装设计专业；
- 1984年，成立服装设计系;
- 1991年，染织美术系与服装设计系合并为染织服装艺术设计系。

#### 陶瓷艺术设计系
英文：Department of Ceramic Design, Tsinghua University。是建院时三大专业系之一，可追溯至20世纪二十年代的国立北平艺术专科学校。
- 1950年，国立北平艺术专科学校与华北大学三部美术系合并，成立中央美术学院，开设有陶瓷科。
- 1956年，中央美术学院实用美术系调出组建中央工艺美术学院，陶瓷科更名为陶瓷美术系。
- 1979年，更名为陶瓷美术设计系。
- 1993年，更名为陶瓷艺术设计系。

#### 工业设计系
英文：Department of Industrial Design, Tsinghua University。主要研究产品开发、展示设计、广告设计、环境设计等领域。
- 1984年，创办工业设计系，拥有工业设计专业。
- 1991年，增设展示设计专业。
- 2001年，增设交通工具造型设计专业。

#### 视觉传达设计系
英文：Department of Visual Communication Academy of Arts & Design,Tsinghua University。简称视觉传达系/VICO。原装潢艺术设计系，是建院时三大专业系之一。主要研究平面设计、广告设计、书籍设计等领域。
清校发〔2009〕43号：经校务会议讨论通过，决定将清华大学美术学院装潢艺术设计系更名为清华大学美术学院视觉传达设计系。

#### 环境艺术设计系
英文：Department of Environmental Art Design, Tsinghua University。原室内装饰系，主要研究建筑内部空间装修、陈设等综合设计。
- 1957年，中央工艺美术学院建立室内装饰系。
- 先后更名为建筑装饰系、工业美术系、室内设计系。
- 1988年，更名环境艺术设计系。

#### 信息艺术设计系
英文：Department of Information Art & Design, Tsinghua University。主要研究信息设计、动画设计、数字娱乐设计、新媒体艺术等领域。
经2004～2005学年度第23次校务会议（2005年7月7日）讨论通过，决定成立清华大学美术学院信息艺术设计系（英文名称：Department of Information Art & Design，Academy of Arts and Design，Tsinghua University）。

### 美术分部

#### 绘画系
英文：Department of Painting。主要研究中国画、油画、版画、壁画、材料和技法等领域。
- 1999年9月，由装饰艺术系的装饰绘画专业组建绘画系。

#### 雕塑系
英文：Department of Sculpture, Tsinghua University。成立于2000年，主要研究具象雕塑、抽象雕塑、环境雕塑和实验艺术等领域。

#### 工艺美术系
英文：Department of Art and Crafts, Tsinghua University。主要研究金属艺术、漆艺、纤维艺术和玻璃艺术等领域。
- 前身为特种工艺系，后改名装饰艺术系，2000年改名工艺美术系。

#### 基础教学研究室
英文：Basic Teaching & Research Group, Tsinghua University。承担素描、色彩、图案、工笔重彩等教研工作。
- 1988年，成立基础部。
- 2002年，建立基础教学研究室。

### 史论分部

#### 艺术史论系
英文：Department of Art History, Tsinghua University。主要研究中外工艺美术史，中外美术史，中外艺术设计史论，壁画史，公共艺术，中国佛教美术，中国现代美术研究，美术批评学等领域。
- 1983年，成立工艺美术史系。

### 研究所
- 城市建设艺术研究所
- 环境艺术咨询研究所
- 建筑环境艺术设计研究所
- 品牌传播设计研究所
- 视觉艺术设计研究所
- 陶艺与公共艺术研究所
- 纤维艺术研究所
- 展示艺术研究所
- 装饰材料技术与信息研究所

### 艺术与科学研究中心
英文：Art & Science Reserch Center, Tsinghua University。2001年5月24日成立，李政道和吴冠中任名誉主任。主要从事
基础理论研究、应用研究、教育研究。

## 历任领导
中央工艺美术学院
| 院长 - 邓洁（1956年6月21日—1966年，中央手工业管理局副局长兼） - 张仃（1981年—1983年） - 常沙娜（1983年—1998年1月） - 王明旨（1998年1月—1999年11月，兼中国轻工业管理干部学院院长） 副院长 - 庞薰琹（1956年6月21日—1957年） - 雷圭元（1956年6月21日—？） - 王景瑞（1957年2月—1957年，党支部副书记兼） - 陈叔亮（1957年10月—？，党支部书记、党总支书记兼） - 张仃（1957年10月—1981年） - 刘鸿达（？—？） - 吴劳（？—1984年8月） - 阿老（1977年—1988年） - 张瑞增（？—？） - 常沙娜（1982年—1983年） - 李绵璐（1982年—1992年） - 张世礼（？—？） - 林义成（？—？） - 王忠信（？—1998年1月） - 杨永善（1998年1月—1999年11月） - 才大颖（1998年1月—1999年11月，兼固安学区分党委书记、学区主任） - 刘增璞（1998年1月—1999年11月，兼固安学区副主任） 顾问 - 张仃（？—1984年8月） - 庞薰琹（？—1984年8月） - 雷圭元（？—1984年8月） | 党委书记 - 邓洁（1956年12月—1957年10月，党支部书记） - 陈叔亮（1957年10月—1961年7月，党支部书记、党总支书记） - 刘鸿达（1961年7月—？） - 罗扬实（？—1982年逝世） - 计惜英（？—1984年8月，代理） - 周显东（1984年8月—？） - 昭隆（？—？） - 赵亮宏（1998年1月—1999年11月） 党委副书记 - 王景瑞（1957年2月—1957年，党支部副书记、党总支副书记） - 李曙明（1958年2月—1961年7月，党总支副书记） - 陈叔亮（1961年7月—？） - 杨少先（？—1982年） - 潘道炎（1981年9月—1983年12月） - 方振元（？—？） - 昭隆（？—？） …… - 高沛明（1998年1月—1999年11月） - 朱仙油（1998年1月—1999年11月） - 王庆霖（1998年1月—1999年11月，中共中国轻工总会党校常务副校长兼） 纪委书记 - 张铁山（1998年1月—1999年11月） |

清华大学美术学院
| 院长 - 王明旨（1999年11月—2005年1月，至2004年为清华大学副校长兼） - 李当岐（2005年—2011年） - 鲁晓波（2011年—） 副院长 - 李当岐（1999年11月—2005年，副院长、常务副院长） - 王国伦（1999年11月—2002年） - 刘巨德（1999年11月—？） - 鲁晓波（2002年—2011年） - 卢新华（2002年—2008年） - 郑曙旸（2005年1月—2008年8月，副院长；2008年8月—？，常务副院长） - 包林（2005年—2008年） - 何洁（？—？） - 赵萌（？—？） - 杭间（2008年—2012年） - 李功强（？—2014年，党委副书记兼） - 张敢（2012年—） - 苏丹（2012年—） - 马赛（？—） - 曾成钢（？—） 名誉院长 - 冯远（2008年8月—） | 党委书记 - 张凤昌（1999年11月—2002年12月） - 李当岐（2003年—？） - 王进展（？—？） - 鲁晓波（2011年—？） - 赵萌（？—？） - 李功强（2014年—） 党委副书记 - 高沛明（1999年11月—？） - 朱仙油（1999年11月—？） - 胡显璋（？—？） …… - 鲁晓波（？—2011年） - 李功强（？—2014年） - 邹欣（？—） - 吴琼（？—） - 郑艺（？—2018年2月28日逝世） |

## 美術學院大樓
美院大樓位於清華校園東部，建築館東側，2002年由美國帕金斯建築事務所設計，2005年建成，建築面積60890平方米。美院大樓採用米色石材作為建築飾面，呼應主樓的色彩與材料。樓內設計多處公共活動交流空間，營造「藝術社區」的氛圍

## 人物
- 吕嘉
- 张武
- 阎振铎
- 王怀庆
- 栾云平